# Saint-Germain-d'Esteuil
Saint-Germain-d'Esteuil är en kommun i departementet Gironde i regionen Nouvelle-Aquitaine i sydvästra Frankrike. Kommunen ligger i kantonen Lesparre-Médoc som tillhör arrondissementet Lesparre-Médoc. År 2022 hade Saint-Germain-d'Esteuil 1 345 invånare.

## Befolkningsutveckling
Antalet invånare i kommunen Saint-Germain-d'Esteuil
Referens:INSEE